# Отсанлахти
О́тсанла́хти (фин. Otsanlahti) — посёлок в составе Куркиёкского сельского поселения Лахденпохского района Республики Карелия.

## Общие сведения
Расположен на берегу реки Соскуанйоки. На кладбище посёлка находится часовня.
Через посёлок проходит автодорога 86К-382 («Ласанен — Терву»), ныне спрямлённый участок трассы А121 («Сортавала»). До районного центра Лахденпохья — 35 км.

## Население
| 2002 | 2009 | 2010 | 2013 |
| ---- | ---- | ---- | ---- |
| 62   | ↘42  | ↗48  | ↗55  |

## Улицы
В посёлке одна улица — Центральная.

## Археология
В посёлке Отсанлахти при случайных обстоятельствах на частном участке была найдена верхняя часть меча с дисковидным навершием типа G по типологии Е. Оукшотта, либо типа A по типологии Л. Томантеры (Leena Tomanterä). Он имеет сходство с мечом
XIII века из раскопа на улице Большая Московская в Новгороде.